# Crichtonita
La crichtonita és un mineral de la classe dels òxids, que pertany i dona nom al grup de la crichtonita. Rep el nom en honor de Sir Alexander A. Crichton (1763-1856), metge i col·leccionista de minerals, qui va proporcionar a Count J. L. de Bournon els exemplars per al seu estudi.

## Característiques
La crichtonita és un òxid de fórmula química Sr(Mn,Y,U)Fe₂(Ti,Fe,Cr,V)18(O,OH)38. Cristal·litza en el sistema trigonal. La seva duresa a l'escala de Mohs es troba entre 5 i 6. Visualment és similar a la ilmenita.
Segons la classificació de Nickel-Strunz, la crichtonita pertany a «04.CC: Òxids amb relació Metall:Oxigen = 2:3, 3:5, i similars, amb cations de mida mitjana i gran» juntament amb els següents minerals: cromobismita, freudenbergita, grossita, clormayenita, yafsoanita, latrappita, lueshita, natroniobita, perovskita, barioperovskita, lakargiïta, megawita, loparita-(Ce), macedonita, tausonita, isolueshita, davidita-(Ce), davidita-(La), davidita-(Y), landauïta, lindsleyita, loveringita, mathiasita, senaïta, dessauïta-(Y), cleusonita, gramaccioliïta-(Y), diaoyudaoïta, hawthorneïta, hibonita, lindqvistita, magnetoplumbita, plumboferrita, yimengita, haggertyita, nežilovita, batiferrita, barioferrita, jeppeïta, zenzenita i mengxianminita.

## Formació i jaciments
Va ser descoberta a Sant Cristòu, un municipi francès, situat al departament de la Isèra i a la regió d'Alvèrnia-Roine-Alps. També ha estat descrita en altres localitats franceses tant a la mateixa regió com a la Bretanya. Fora de França, també se n'ha trobat crichtonita a Àustria, Itàlia, Suïssa, el Brasil, el Canadà, els Estats Units, Rússia i Madagascar.